# Mario Cereghini
Mario Cereghini (Lecco, 1903 – Madesimo, 1966) è stato un architetto e pittore italiano.

## Vita
Mario Cereghini compie primi studi d'arte a Bergamo.
Si laurea alla Scuola Superiore di Architettura del Regio Istituto Tecnico Superiore (In seguito Politecnico di Milano) nel 1928. 
Conosce Gian Luigi Banfi, con cui collabora al progetto di una villa a Lecco nel 1926.
Aderisce al MIAR e collabora con i Razionalisti di Como, tra cui Giuseppe Terragni, alla realizzazione del prototipo della "casa sul Lago" per la V Triennale di Milano.
Negli anni tra le due guerre e anche nel dopoguerra svolge diversi incarichi professionali, interrotti dalla morte improvvisa, tra cui si citano: 
- 1933/37 Casa dell'Opera Nazionale Balilla a Milano[1].
- 1936 Stazione di servizio Agip a Lecco[2] (con Enrico Griffini).

- 1938 Palazzo di Giustizia a Lecco.

- 1937/38 Chiesa dell’istituto Airoldi e Muzzi a Lecco.

- 1958 Chiesetta votiva del Battaglione Morbegno a Margno (LC) in località Piani delle Betulle.

Cofondatore della rivista "Quadrante" è anche nella redazione della rivista "Rassegna di architettura".
Pubblica diversi saggi testi sul paesaggio e sulle architetture alpine.
È attivo anche come pittore e grafico.